# Kathedraal van Sées
De Onze-Lieve-Vrouwekathedraal van Sées (Frans: cathédrale Notre-Dame de Sées, soms geschreven Séez) is een gotische kathedraal en basiliek in het Franse Sées. Het is de bisschopszetel van het rooms-katholieke bisdom Séez, dat qua grenzen overeenkomt met het departement Orne. Sinds 1875 is de kathedraal een monument historique.

## Geschiedenis
Deze kathedraal is al de vijfde die op deze plaats werd opgetrokken. Een eerste kerk uit de 5e eeuw werd gebouwd op een afgebroken heidense tempel en werd in 878 vernield door de Vikingen. Een tweede kerk werd in de 10e eeuw vervangen. Deze derde kerk werd door bisschop Ivo II van Bellême zelf in brand gestoken in 1048 in een uit de hand gelopen poging om plunderaars uit te roken. De vierde kerk brandde af toen koning Lodewijk VII van Frankrijk Sées innam in 1150. Met de bouw van de huidige kathedraal werd begonnen in 1210. In 1310 werd de kathedraal afgebouwd en ingezegend. Tijdens de Honderdjarige Oorlog en de Hugenotenoorlogen raakte de kathedraal beschadigd. Ook traden er stabiliteitsproblemen op.
In de 18e eeuw was de staat van het gebouw zo slecht, dat de kathedraal gesloten werd. In 1780 begonnen de eerste van vele restauratiewerkzaamheden, die verdergingen in de 19e eeuw.
In 1871 werd de kathedraal verheven tot basilica minor.

## Beschrijving
De kathedraal is gebouwd in de vorm van een Latijns kruis. Ze is 106 m lang en 42 m breed. Het schip, gebouwd tussen 1220 en 1240, is in Normandische gotiek opgetrokken, het koor in de gotiek van Île-de-France. In het koor zijn glasramen uit de 13e en 14e eeuw bewaard gebleven.
Aix · Albi · Amiens · Auch · Auxerre · Bayeux · Bayonne · Beauvais · Béziers · Bordeaux · Bourges · Carcassonne · Châlons · Chartres · Clermont-Ferrand · Dijon · Évreux · Laon · Le Mans · Limoges · Lisieux · Lyon · Meaux · Metz · Nantes · Narbonne · Nevers · Orléans · Parijs · Poitiers · Quimper · Reims · Rodez · Rouen · Sées · Sens · Soissons · Straatsburg · Toul · Toulouse · Tours · Troyes